# Bury Town Football Club
Il Bury Town Football Club è una squadra di calcio inglese semi-professionistica, con sede a Bury St Edmunds, Suffolk. Il club milita attualmente nella Isthmian League Premier Division, la settima divisione inglese, e gioca al Ram Meadow Stadium.

## Storia

### Le origini
Il Bury Town Football Club è nato nel 1872, ed erano una delle undici membri fondatori della FA Suffolk nel 1885. Prima di cambiare il suo nome in Bury Town, era conosciuto come Bury United, inizialmente nel Norfolk & Suffolk League e nella Essex & Suffolk Border League. Hanno vinto la loro prima coppa (Suffolk Senior Cup) nel 1936-37, nel 1937-1938 durante il pre-guerra hanno raggiunto una ottima posizione nella lega, la gara è stata in seguito sospesa a causa dello scoppio della Seconda guerra mondiale . Hanno vinto per la quarta volta la Suffolk Senior Cup nel 1945.

### Dopoguerra
Nel 1958-59 divennero i primi vincitori in assoluto della Suffolk Premier Cup, nel 1961-62 hanno vinto per la prima volta la Eastern Counties League Cup (nono-decimo livello del calcio inglese) mentre nel 1963-64 hanno vinto la Eastern Counties League Championship per l'unica volta nella sua storia. Vinsero per la quinta volta la Coppa di Lega. Questo successo ha spinto la squadra ad aderire alla Lega Metropolitan nel 1964, quando ancora una volta, hanno vinto la Suffolk Premier Cup. Durante la campagna 1965-66, hanno registrato ancora un altro "treble" vincendo il Metropolitan League Championship, il Metropolitan Professional League Cup e per la settima volta, la Suffolk Premier Cup. Nel 1967-68 i Blues hanno vinto la coppa Metropolitan League per la prima e unica volta.
Il titolo Metropolitan League è stato vinto per la seconda e ultima volta nel 1968-69, quando il club ha raggiunto il primo turno proprio della FA Cup per la prima volta nella loro storia. Nel 1971-72 il Bury Town F.C. venne spostato nella Southern Football League, ma ottennero scarsi risultati e tornarono nella Eastern Football League nel 1976-77. Un anno dopo, i Blues si trasferiscono al Ram Meadow e vinsero di nuovo la Suffolk Premier Cup.

### 1980-oggi
Nel 1986-87, ha goduto di un buon andamento in FA Cup, dopo un periodo difficile nei primi anni '90, nella stagione 1995-96 videro di accettare un trasferimento verso la Midland Division. Nonostante la retrocessione hanno vinto la Premier Cup, battendo i Town Woodbridge in finale.
Hanno avuto poco successo fino alla stagione 2004-05 arrivando secondo in campionato e raggiungendo i quarti di finale nella FA Vase per la seconda volta. La stagione successiva sono arrivati secondi in campionato ancora una volta, consentendogli la promozione in North Division della Isthmian League, e raggiungendo questa volta la semi-finale nella FA Vase. Due stagioni dopo sono stati trasferiti nella Southern League Division One Midlands e nella stessa stagione hanno raggiunto il primo turno della FA Cup per la prima volta in quarant'anni, perdendo 4-2 contro l'Alfreton Town. La stagione 2009-10 si è conclusa vincendo 3-0 l'ultimo giorno della stagione per conquistare il titolo, e guadagnare la promozione verso il sesto livello del calcio inglese. La stagione seguente hanno vinto la Coppa per la decima volta, sconfiggendo il Needham Market 2-0 in finale, e finendo terzo in campionato, qualificandosi per i play-off, dove hanno perso 2-1 in casa contro il Lowestoft Town. Nel 2010-2011 arriva 3º in Premier Division, perde ai playoff contro la Lowestoft Town 2-1 e viene sconfitto al secondo turno del league cup 3-1 contro i Wingate & Finchley. Nella stagione 2011-2012 chiudono al 5º posto e vengono battuti in semifinale nei play-off per 3-1 dagli AFC Hornchurch, mentre vincono la Isthmian League Cup battendo la East Thurrock United in finale per 1–0 allo Staines Town's Wheatsheaf Park. La stagione successiva, sempre in Premier, la concludono al 7º posto, mentre la ultima stagione, quella del 2013-2014, la concludono al 15º posto.

## Palmarès

### Competizioni nazionali
- Isthmian Football League Cup: 1

2011-2012

### Competizioni regionali
- 1 Southern League Division One Midlands champions

2009–10
- 1 Eastern Counties League Champions

1963–64
- 2 Eastern Counties LeagueLeague Cup

1961–62, 1963–64
- Metropolitan League: 2

1965–1966, 1968–1969
- 1 Metropolitan League Cup

1967–68
- 11 Suffolk Premier Cup

1958-59, 1959–60, 1960–61, 1961–62, 1963–64, 1964–65, 1970–71, 1977–78, 1995–96, 2010–11, 2012-2013
- 5 Suffolk Senior Cup

1936–37, 1937–38, 1938–39, 1944–45, 1984–85.

### Altri piazzamenti
- Isthmian League:

Terzo posto: 2010-2011

## Records
- Spettatori: 2.500 vs Enfield, FA Cup 1986[1]
- Marcatore: Doug Tooley[1]
- Presenze: Doug Tooley[1]
- Riscatto ricevuto: £ 5.500 per Simon Milton da Ipswich Town[1]
- Riscatto pagato: 1500 € per Mel Springett al Chelmsford City[1]